# Котовський район (Волгоградська область)
Котовський район (рос. Котовский район) — муніципальне утворення у Волгоградській області.
Розташований на території українського історичного та культурного краю Жовтий Клин.